# Vlag van Newfoundland en Labrador

Vlag van Newfoundland en Labrador (ratio 1:2)

De vlag van Newfoundland en Labrador werd in 1980 geïntroduceerd en is een ontwerp van de kunstenaar Christopher Pratt. Het vlagontwerp, met een hoogte-breedteverhouding van 1:2, werd op 28 mei 1980 door het parlement van Newfoundland en Labrador aangenomen. Op 24 juni van dat jaar, de provinciale feestdag, werd de vlag voor het eerst gehesen.

## Symboliek
Het ontwerp is gekozen vanwege de brede symboliek die ervan uitgaat. De blauwe kleur staat voor de zee, de witte kleur symboliseert winterse sneeuw en ijs, het rood staat voor het harde werken van de inwoners en het goud verwijst naar het vertrouwen in een goede toekomst.
De blauwe driehoeken zijn bedoeld als verwijzing naar de Union Flag en daarmee naar de Britse erfenis in de provincie. De rode driehoeken symboliseren de twee delen van de provincie: Labrador op het gelijknamige schiereiland en het eiland Newfoundland. De vorm van de pijl verwijst net als de gouden kleur naar het vertrouwen in een betere toekomst. De pijl kan echter als de vlag verticaal hangt als zwaard gezien worden en eert in die hoedanigheid de opofferingen van de inwoners van Newfoundland en Labrador in militaire dienst. De gouden pijl en de driehoeken vormen ook een drietand als verwijzing naar het belang van de visserij voor de provincie (en van de zee in het algemeen).

## Geschiedenis

Vlag van Newfoundland en Labrador (1931-1980)

De oude vlag van Newfoundland was de Union Jack. Het werd wettelijk aangenomen in 1931 en gebruikt als de nationale vlag van Newfoundland tot de confederatie met Canada in 1949. Vervolgens werd het opnieuw aangenomen als de officiële provinciale vlag in 1952 en officieel gebruikt tot 1980. De Newfoundland- en Labrador-takken van de Royal Canadian Legion vertonen tot op de dag van vandaag de Union Flag samen met de huidige provinciale en nationale vlaggen van Newfoundland en Labrador (Canada maple leaf).
Aan het eind van de jaren zeventig stelde de provinciale premier Brian Peckford een commissie in die voor de komst van een nieuwe vlag moest zorgen. Deze nieuwe vlag zou de Union Flag moeten vervangen; de Britse vlag diende namelijk sinds Newfoundland en Labrador in 1949 tot de Canadese Confederatie toetrad als provincievlag.

### Andere regionale vlaggen

Niet-officiële vlag van Newfoundland (ratio 1:2)

De meest populaire regionale vlag was op het moment van aanname van de nieuwe vlag de traditionele (maar niet-officiële) groen-wit-roze driekleur van het eiland Newfoundland, die al sinds omstreeks 1843 in St. John's zou wapperen. Vanuit Newfoundland werd er veel druk gezet op de commissie om deze vlag in gebruik te nemen als provincievlag, maar de commissie koos uiteindelijk voor het ontwerp van Pratt.
Niet alleen Newfoundland heeft een eigen niet-officiële vlag, maar Labrador ook. De vlag van Labrador is echter veel jonger: in 1974 stelde Mike Martin, een lid van het provinciale parlement, een eigen Labradorse vlag voor uit ongenoegen met de volgens hem onverschillige houding van de Newfoundlandse politicus Joey Smallwood ten aanzien van Labrador. Hoewel deze vlag geen officiële status heeft, wordt ze in Labrador veel uitgestoken.
De Inuit in Nunatsiavut in Labrador hebben wel een eigen officiële vlag, aangenomen op 1 december 2005. Deze vlag, waarvan de kleuren zijn overgenomen uit de Labradorse vlag, toont een traditionele Inuit-mijlpaal. De vlag vertoont daarmee een grote gelijkenis met de vlag van Nunavut.
|  |  |

### Vlag van de luitenant-gouverneur

Vlag van de luitenant-gouverneur

De luitenant-gouverneur van Newfoundland en Labrador, de vertegenwoordiger van de Canadese Kroon in de provincie, heeft sinds 1949 een persoonlijke standaard waarop het gekroonde wapenschild van Newfoundland en Labrador op een blauwe achtergrond staat, omringd door tien esdoornbladeren die de tien Canadese provincies moeten symboliseren.